# Очаківський (острів)
Очаківський — острів на півдні України в Одеській області.

## Географія
Острів Очаківський розташований на південному заході України, на відстані 600 км на південь від Києва.

## Клімат
Клімат помірний. Середня температура 12 °C. Найтепліший місяць — серпень, температура 23 °C, найхолодніший — лютий, температура -1 °C. Середня кількість опадів становить 697 міліметрів на рік. Найвологіший місяць – січень, випало 110 міліметрів опадів, а найсухіший – березень, де випало 21 міліметр.